# Ligne de Zalabér-Batyk à Zalaszentgrót
 (février 2024).
Si vous disposez d'ouvrages ou d'articles de référence ou si vous connaissez des sites web de qualité traitant du thème abordé ici, merci de compléter l'article en donnant les références utiles à sa vérifiabilité et en les liant à la section « Notes et références ».
La ligne Zalabér-Batyk - Zalaszentgrót, ou ligne 24, est une ligne de chemin de fer de l'Ouest de la Hongrie, dans le comitat de Zala. Elle relie Zalabér par la Gare de Zalabér-Batyk à Zalaszentgrót par la Gare de Zalaszentgrót.